# Episodi di Charlie's Angels (quarta stagione)

Gli Angeli della quarta stagione

Questa voce contiene dettagli e crediti dei registi e degli sceneggiatori della quarta stagione della serie televisiva Charlie's Angels, interpretata da Jaclyn Smith (Kelly Garrett), Cheryl Ladd (Kris Munroe) e Shelley Hack (Tiffany Welles).
Negli Stati Uniti è stata trasmessa per la prima volta il 12 settembre 1979 e si è conclusa il 7 maggio 1980, posizionandosi al 20º posto nei Rating Nielsen di fine anno, con il 20.9 di rating.
In Italia è andata in onda per la prima volta su Rete 4 dal 13 gennaio 1982 al 9 aprile 1982. Nella prima trasmissione italiana, non è stato seguito l'ordine cronologico originale degli episodi.
| nº | Titolo originale               | Titolo italiano                      | Prima TV USA      | Prima TV Italia  |
| -- | ------------------------------ | ------------------------------------ | ----------------- | ---------------- |
| 1  | Love Boat Angels (1 e 2)       | Angeli sulla Nave dell'Amore (1 e 2) | 12 settembre 1979 | 13 gennaio 1982  |
| 2  | Love Boat Angels (1 e 2)       | Angeli sulla Nave dell'Amore (1 e 2) | 12 settembre 1979 | 15 gennaio 1982  |
| 3  | Angels Go Truckin'             | Angeli sulla strada                  | 19 settembre 1979 |                  |
| 4  | Avenging Angel                 | Vendetta per un Angelo               | 26 settembre 1979 |                  |
| 5  | Angels at the Altar            | Angeli alle nozze                    | 3 ottobre 1979    |                  |
| 6  | Fallen Angel                   | Angeli in defaillance                | 24 ottobre 1979   | 22 gennaio 1982  |
| 7  | Caged Angel                    | Angelo in gabbia                     | 31 ottobre 1979   |                  |
| 8  | Angels on the Streets          | Angeli di vita                       | 7 novembre 1979   | 19 febbraio 1982 |
| 9  | The Prince & the Angel         | Il principe e l'Angelo               | 14 novembre 1979  |                  |
| 10 | Angels on Skates               | Angeli sui pattini                   | 21 novembre 1979  |                  |
| 11 | Angels on Campus               | Angeli al college                    | 28 novembre 1979  |                  |
| 12 | Angel Hunt                     | Caccia agli Angeli                   | 5 dicembre 1979   | 20 gennaio 1982  |
| 13 | Cruising Angels                | Angeli e oro                         | 12 dicembre 1979  |                  |
| 14 | Of Ghosts & Angels             | L'Angelo sensitivo                   | 2 gennaio 1980    |                  |
| 15 | Angel's Child                  | Un bambino per un Angelo             | 9 gennaio 1980    |                  |
| 16 | One of Our Angels Is Missing   | L'Angelo scomparso                   | 16 gennaio 1980   |                  |
| 17 | Catch a Falling Angel          | È caduta una stella                  | 23 gennaio 1980   |                  |
| 18 | Homes $weet Homes              | Case dolci case                      | 30 gennaio 1980   |                  |
| 19 | Dancin' Angels                 | Angeli al ballo                      | 6 febbraio 1980   |                  |
| 20 | Harrigan's Angel               | Un Angelo per Harrigan               | 20 febbraio 1980  |                  |
| 21 | An Angel's Trail               | Vecchio sentiero per un Angelo       | 27 febbraio 1980  |                  |
| 22 | Nips & Tucks                   | Angeli e demoni                      | 5 marzo 1980      |                  |
| 23 | Three for the Money            | Tre angeliche stangate               | 12 marzo 1980     |                  |
| 24 | Toni's Boys                    | I ragazzi di Toni                    | 2 aprile 1980     | 2 aprile 1982    |
| 25 | One Love... Two Angels (1 e 2) | Due Angeli... un amore... (1 e 2)    | 3 aprile 1980     | 7 aprile 1982    |
| 26 | One Love... Two Angels (1 e 2) | Due Angeli... un amore... (1 e 2)    | 7 maggio 1980     | 9 aprile 1982    |

## Angeli sulla Nave dell'Amore (1) / Angeli sulla Nave dell'Amore (2)
- Titolo originale: Love Boat Angels (1)
- Diretto da: Allen Baron
- Scritto da: Edward J. Lakso

### Trama
Sabrina si è sposata e aspetta un figlio, quindi Charlie assume un nuovo Angelo, Tiffany Welles, che lavorerà a fianco di Kelly, Kris e Bosley al nuovo caso: un furto di opere d'arte preziose. I sospetti cadono su Paul Hollister e Wes Anderson ed entrambi saranno a bordo della Pacific Princess, la nave della serie tv Love Boat.
- Special Guest Star: Bert Convy (Paul Hollister)
- Altri interpreti: Dick Sargent (James Avery), Lee Travis (Eleanor Case), Bo Hopkins (Wes Anderson), Gavin MacLeod (Captain Stubing), Bernie Kopell (Doc), Fred Grandy (Gopher), Ted Lange (Isaac), Lauren Tewes (Julie McCoy), Barry Sullivan (Mr. Damajaran)
- Note: Jaclyn Smith, Shelley Hack e Tanya Roberts (Julie nella quinta stagione) sono state passeggere della Pacific Princess nella serie Love Boat nello stesso periodo in cui hanno lavorato a Charlie's Angels.
In una scena dell'episodio, Kelly dice che sua madre diceva sempre che "La bellezza va difesa". Un vero scivolone degli sceneggiatori: Kelly è orfana e non ha mai conosciuto sua madre. Lo stesso errore era stato commesso nell'episodio finale della terza stagione, Gli Angeli ricordano.

## Angeli sulla strada
- Titolo originale: Angels Go Truckin´
- Diretto da: Richard Carr
- Scritto da: Lawrence Dobkin

### Trama
Maggie Brill, proprietaria di un'impresa di trasporti con solo donne-autiste e amica di Charlie, subisce un nuovo furto: il carico di prodotti farmaceutici di un suo tir sparisce nel nulla. Charlie invia allora Kris e Tiffany sulla strada con un nuovo carico per trovare i colpevoli.
- Altri interpreti: Joanne Linville (Maggie Brill), Royce Applegate (Bingo), James Carrington (Sam Willis), John Chappell (Cafe Manager), James Crittenden (Bobby Lee), Mickey Jones (Bo Mackey)

## Vendetta per un Angelo
- Titolo originale: Avenging Angel
- Diretto da: Allen Baron
- Scritto da: Edward J. Lakso

### Trama
Frank Desmond, che Kelly aveva spedito in prigione prima di diventare un Angelo, viene rilasciato. Il suo primo pensiero è la vendetta. Così comincia a frequentare il ristorante dove Kelly è solita andare e, con un sotterfugio, le droga il caffè. Quando la donna perde conoscenza, si intrufola in casa sua e le inietta dell'eroina.
- Altri interpreti: Cameron Mitchell (Frank Desmond), Stephen McNally (Joseph Thurgood), Richard Bakalyan (Eddie Feducci), Steve Kanaly (Harold Sims), Tim Rossovich (Terrence)

## Angeli alle nozze
- Titolo originale: Angels at the Altar
- Diretto da: Lawrence Dobkin
- Scritto da: Larry Alexander

### Trama
Kelly deve fare da testimone di nozze al matrimonio della sua amica Sharon. Ma quando escono di casa insieme al promesso sposo Scott, quest'ultimo rischia di essere investito da un'auto. Sharon confida allora a Kelly di aver paura che qualcuno stia cercando di uccidere il suo fidanzato, dato che quello non è il primo incidente. I sospetti cadono subito sull'ex di Sharon, Randy.
- Altri interpreti: Kim Cattrall (Sharon), John David Carson (Scott Miller), Adrienne La Russa (Claudia), Joseph Hacker (Randy), Robert Walker Jr. (Burt Marshall), Parley Baer (il nonno), Marie Windsor (Gloria Kellerman)

## Angeli in defaillance
- Titolo originale: Fallen Angel
- Diretto da: Allen Baron
- Scritto da: Katharyn Michaelian Powers

### Trama
Gli Angeli vengono assunti da Michael Leone per proteggere il prezioso diamante di sua cugina Carla, famoso soprano che sta per esibirsi in un teatro dell'opera di Los Angeles. Michael ha paura che il famoso ladro di gioielli, Damien Roth, stia architettando un colpo per rubare il prezioso. Ciascuno degli Angeli, allora, cerca di abbordare ed affascinare Roth ma non hanno successo. Kelly, allora, lo segue in una palestra di arti marziali. E con grande sorpresa, lo scopre in atteggiamenti intimi con Jill.
- Guest star: Farrah Fawcett (Jill Munroe), Timothy Dalton (Damien Roth)
- Altri interpreti: Marilù Tolo (Carla), Michael DeLano (Michael), Richard Roat (Mr. Nobbs), Jenny Neumann (Mrs. Nobbs)
- Note: Questo è il primo episodio della quarta stagione in cui Jill fa ritorno all'Agenzia Townsend (gli altri episodi sono Il principe e l'Angelo e Vecchio sentiero per un Angelo). Ed è la prima volta che incontra Tiffany. Ma le due ragazze non vengono formalmente presentate e in nessuno dei tre episodi ci saranno situazioni con solo loro due in scena.

## Angelo in gabbia
- Titolo originale: Caged Angel
- Diretto da: Dennis Donnelly
- Scritto da: B. W. Sandefur

### Trama
Quattro donne mettono a segno un furto ad una compagnia di assicurazioni, ma una di loro, Amy, rimane uccisa durante la fuga. La ragazza era fuori dal carcere per buona condotta. Suo padre, convinto che Amy sia stata costretta a partecipare al furto, si affida agli Angeli per scoprire la verità. Ma l'unico modo per indagare sul caso sembra sia entrare nella prigione dove la ragazza stava scontando la sua pena. Kris si offre volontaria.
- Altri interpreti: Shirley Stoler (Big Aggie), Louise Sorel (Lily), Sally Kirkland (Lonnie), Rose Gregorio (Matron Wallace), Bonnie Keith (Coley), Tisha Sterling (Singer)

## Angeli di vita
- Titolo originale: Angels on the Street
- Diretto da: Don Chaffey
- Scritto da: Edward J. Lakso

### Trama
Judy Harkins, direttrice del conservatorio di proprietà di suo padre, viene picchiata per strada dal pappone locale, Freddie Jefferson. Nonostante lei affermi di non avere nessun rapporto con l'uomo, suo padre assolda gli Angeli per scoprire la verità. Così Kelly e Tiffany entrano in un bar della zona dove parlano con una prostituta, Rose, la quale ammette di non avere simpatia per Judy. Per indagare più a fondo, Kelly e Tiffany si trasformano allora in prostitute.
- Altri interpreti: Amy Johnston (Judy), Ford Rainey (Mr. Harkins), Richard Lynch (Freddie), Madlyn Rhue (Georgia), Nancy Fox (Sunny)

## Il principe e l'Angelo
- Titolo originale: The Prince and the Angel
- Diretto da: Cliff Bole
- Scritto da: Edward J. Lakso

### Trama
Jill torna in città per il compleanno di Charlie. Mentre si trova in un negozio di abbigliamento per comprare un regalo al suo ex-capo, incontra un giovane uomo, Eric Railman, senza sapere che è il Principe di una repubblica indipendente in Europa. Dopo una cena a due, in cui l'uomo svela a Jill la sua vera identità (ma non viene creduto), un uomo cerca di assassinare il giovane principe.
- Guest star: Farrah Fawcett (Jill Munroe)
- Altri interpreti: Leonard Mann (Eric Railman), Herbie Braha (George Stanos), Jesse Doran (Edward Dain), Karl Held (Paul Kohler)

## Angeli sui pattini
- Titolo originale: Angels on Skates
- Diretto da: Don Chaffey
- Scritto da: Michael Michelian e John Francis Whelpley

### Trama
Kris e Kelly invitano Tiffany a prendere lezioni di pattinaggio a Venice Beach. Quando arrivano, il loro insegnante, Kenny Daniels e la sua partner Rita si stanno esibendo. Quando qualcuno tra la folla scatta loro una foto, Rita va nel panico e cerca di fuggire. Ma due uomini la prendono e la spingono con forza su un furgone. La ragazza è stata rapita.
- Altri interpreti: René Auberjonois (Freddie Fortune), Ed Begley Jr. (Kenny Daniels), Roz Kelly (Gert), Chris Mulkey (Reggie Martin), Joanna Barnes (Julia Lathrop), Lory Walsh (Rita Morgan)
- Note: Nelle repliche della serie su Rete 4, questo episodio è stato rititolato Angelo a rotelle.

## Angeli al college
- Titolo originale: Angels on Campus
- Diretto da: Don Chaffey
- Scritto da: Michael Michelian

### Trama
Dopo una discussione con il suo fidanzato, Jenny Thomas, una studentessa del Whitey College, scompare. E non è la prima ragazza a scomparire dal club Kappa Omega Psi, di cui Tiffany è stata presidentessa. Ed è proprio lei, insieme agli altri Angeli, ad indagare sul caso.
- Altri interpreti: Gary Collins (Prof. Fairgate), Jo Ann Pflug (Mrs. Kay), Nita Talbot (Willie Campbell), Richard Hill (Steve), Sandie Newton (Jennifer Thomas), David Hayward (Richard), Janice Heiden (Susan), Helaine Lembeck (Lori)
- Note: Questo è l'unico episodio della quarta stagione - insieme a L'Angelo sensitivo - in cui Tiffany è protagonista.

## Caccia agli Angeli
- Titolo originale: Angel Hunt
- Diretto da: Paul Stanley
- Scritto da: Lee Sheldon

### Trama
Mentre sono al mare, a casa di Kris, gli Angeli ricevono una strana telefonata da Charlie. Questi chiede loro di raggiungerlo in Messico per un caso. Le ragazze partono immediatamente e vengono accompagnate da un tale nel luogo dove, nei giorni precedenti al loro arrivo, ha portato sia Charlie che Bosley, ma è una trappola.
- Altri interpreti: Lloyd Bochner (Case), L.Q. Jones (Burdette), Paul Sylvan (Wilson)
- Note: Charlie sembra rilassarsi quando Kris dice che Tiffany sta bene, sebbene nessuno gli avesse detto che era lei l'Angelo che era stato ucciso.

## Angeli e oro
- Titolo originale: Cruising Angels
- Diretto da: George McCowan
- Scritto da: B. W. Sandefur

### Trama
Charlie chiede a Bosley e agli Angeli di trasferire il suo yacht, il Wayward Angel, a Miami. Ma quando arrivano al porto scoprono che è sparito per poi vederlo ricomparire più prezioso: al suo interno infatti trovano dei lingotti d'oro.
- Altri interpreti: Beverly Garland (Pat Justice), Peter Mark Richman (Atamien), Rodolfo Hoyos Jr. (General Ranez), Reni Santoni (Holder), Gene Evans (Webner)
- Note: Questo è il primo episodio in cui vediamo Tiffany guidare la Ford Pinto, appartenuta a Sabrina fino alla stagione precedente.

## L'Angelo sensitivo
- Titolo originale: Of Ghosts and Angels
- Diretto da: Cliff Bole
- Scritto da: Katharyn Michaelian Powers

### Trama
Tiffany ha un incubo ricorrente: guida fino a un castello in una notte di pioggia, entra nell'edificio e vede una donna su una sedia a rotelle che viene spintonata giù per le scale. Quando va a fare visita a una sua vecchia amica di college, Erica, scopre che quel castello esiste davvero: è l'abitazione dove Erica si è trasferita con il suo fresco marito.
- Altri interpreti: Robin Mattson (Erica), Paul Burke (Clifford Burke), Virginia Gregg (Mrs. Craig), R.G. Armstrong (Sebastian Craig), Frank Christi (George Harper)
- Note: In questo episodio, scopriamo che Tiffany ha lavorato con il medium Hans Kempler quando era al college, che ha studiato l'occulto e che, secondo un professore di parapsicologia, è molto sensitiva. È l'unico episodio, insieme al precedente Angeli al college, in cui Tiffany è protagonista.

## Un bambino per un Angelo
- Titolo originale: Angel's Child
- Diretto da: Dennis Donnelly
- Scritto da: Edward J. Lakso

### Trama
Mentre gli Angeli stanno lavorando ad un caso di furto con il Sgt. Shanks, Kelly scopre che il figlio di quest'ultimo, Greg, viene picchiato dal padre. Chiede allora la custodia temporanea del bambino. Ma mentre sono insieme, Kelly e Greg vengono rapiti da alcuni uomini che vogliono vendicarsi del sergente.
- Altri interpreti: Simon Oakland (Sgt. Shanks), Michael Hershewe (Greg Shanks), Rick Casorla (Burke), Michael Whitney (Stone), Michael Allen Harris (Joe Willow)

## L'Angelo scomparso
- Titolo originale: One of Our Angels is Missing
- Diretto da: Allen Baron
- Scritto da: Robert S. Biheller e Dal Jenkins

### Trama
Rick Devlin uccide un suo ex complice in un furto, quando quest'ultimo lo minaccia di dire tutto alla polizia. Poi fugge a Phoenix. Charlie, ignaro di quanto Devlin sia pericoloso, manda Kris da sola a Phoenix per riportarlo indietro.
- Altri interpreti: Jonathan Goldsmith (Rick Devlin), Don "Red" Barry (Harry Silvers), Marc Alaimo (John Mackey), Bob Levine (Frank Harris), Warren Berlinger (Beck)

## È caduta una stella
- Titolo originale: Catch a Fallen Angel
- Diretto da: Kim Manners
- Scritto da: Edward J. Lakso

### Trama
Seth Jeffers scompare dopo aver cercato di parlare con la sua ex-ragazza, Bess Hemsdale, della quale è ancora innamorato; infatti molto preoccupato per lei stava cercando di proteggerla da alcuni pericolosi individui che con leggerezza ella aveva iniziato a frequentare.
Un mese dopo, Charlie - amico del padre di Seth - chiede agli Angeli di indagare su tutta la misteriosa faccenda.
Tramite alcuni indizi, Kelly e Tiffany vengono a sapere della relazione che il giovane aveva con Bess e scoprono anche che ella ora reciterebbe in film pornografici con il nome di Sally Storm e sottovalutando i rischi concreti a cui è soggetta avrebbe a che fare con malviventi implicati col mondo delle droghe e perfino collegati ad altri casi molto sospetti di violenza.
Per sapere meglio come stanno le cose Kriss si propone come futura attrice allo sfruttatore che ha in mano le redini della produzione e subito risulta chiaro che quello vorrebbe quanto prima scaricare Bess senza alcuna pietà. 
La faccenda pende una china preoccupante quando poi la Charlie's Angel intuisce che la banda avrebbe architettato un ingegnoso e subdolo piano per mandare l'ingenua stellina del cinema all'altro mondo durante le riprese di un film e comprende che deve fare tutto il possibile al più presto per salvarla dalla fine davvero terribile che le hanno già preparato.
- Altri interpreti: Elissa Leeds (Bess Hemsdale), Gary Wood (Joe Willis), Sully Boyar (Stiles), Eugene Butler (Hacker), Anthony Mannino (Trask), Robert Pierce (Seth Jeffers)

## Case dolci case
- Titolo originale: Homes, $weet Homes
- Diretto da: Allen Baron
- Scritto da: William Froug

### Trama
Una coppia di Beverly Hills viene assalita dai ladri al loro rientro in casa e alcune opere d'arte egiziane vengono sottratte dalla loro abitazione. Gli Angeli, chiamati ad indagare, sospettano che ci sia di mezzo la Kingsbrook Realty Company, già investigata in precedenza proprio per furto.
- Altri interpreti: Dick Gautier (Barry Kingsbrook), Sherry Jackson (Tina Fuller), Natalie Core (Mrs. Mayhew), Vito Scotti (Tyrone)

## Angeli al ballo
- Titolo originale: Dancing Angels
- Diretto da: Dennis Donnelly
- Scritto da: Edward J. Lakso

### Trama
Durante una gara di ballo, Sally Fairgate viene assalita e scompare. Joe Fairgate, suo fratello e partner al ballo, chiede aiuto agli Angeli. Così Tiffany e Bosley fanno coppia e partecipano anche loro alla gara, mentre Kelly e Kris fingono di essere delle vecchie amiche di Sally.
- Altri interpreti: Cesar Romero (Elton MIlls), Norman Alden (P.J. Wilkes), John Lansing (Steve), Lee Delano (Al Norman), Dawn Jeffory (Jenny), Brad Maule (Joe Fairgate), Jason Kincaid (Billy), Lindsay Bloom (Sally Fairgate)

## Un Angelo per Harrigan
- Titolo originale: Harrigan's Angel
- Diretto da: Don Chaffey
- Scritto da: Edward J. Lakso

### Trama
Un gruppo di ladri mette a segno una rapina ad una fabbrica di apparecchi elettronici. George Starrett, presidente della compagnia, assume gli Angeli ma devono collaborare con un investigatore che sta già lavorando al caso, Harrigan. Nonostante l'uomo non sembri affidabile (gli piace bere e ha poca memoria), Kris si assume il compito di stargli accanto per risolvere il mistero della rapina.
- Altri interpreti: Howard Duff (Harrigan), Ed Nelson (George Starrett), Michael Cavanaugh (Felber), Robert Englund (Belkin), Charles McDaniel (Mathews)

## Vecchio sentiero per un Angelo
- Titolo originale: An Angel's Trail
- Diretto da: Dennis Donnelly
- Scritto da: Wayne Cruseturner

### Trama
Jill si sta recando in Arizona per partecipare ad una corsa automobilistica di beneficenza. Fermatasi a fare benzina in una sperduta stazione di servizio, è testimone, suo malgrado, di un assassinio. Scoperta dai criminali, viene rapita.
- Guest star: Farrah Fawcett (Jill Munroe)
- Altri interpreti: L.Q. Jones (Sam Mason), Tracey Walter (Clint Mason), John Dennis Johnston (Harley Mason)

## Angeli e demoni
- Titolo originale: Nips & Tucks
- Diretto da: Don Chaffey
- Scritto da: B.W. Sandefur

### Trama
Il rinomato chirurgo plastico Paul Redmont riceve una telefonata dalla sua amante Barbara Brown, la quale gli chiede di distruggere i dati riguardanti un suo ex paziente, Tom Ford. Subito dopo, l'auto di Ford esplode con lui a bordo. L'uomo doveva testimoniare davanti ad una commissione con a capo il Sen. Thompson. Questi chiede aiuto agli Angeli per scoprire l'omicida.
- Altri interpreti: Louis Jourdan (Dr. Paul Redmont), Joanna Pettet (Barbara Brown), Tab Hunter (Bill Maddox), Corinne Camacho (Angela), Barbara Iley (Elena), Lisa Shure (Julie)

## Tre angeliche stangate
- Titolo originale: Three for the Money
- Diretto da: George McCowan
- Scritto da: Lee Sheldon

### Trama
Gli Angeli vengono assunti da tre diversi clienti per riavere i loro soldi dallo stesso truffatore, Harley Dexter.
- Altri interpreti: Vincent Baggetta (Harley Dexter), Lee Terri (Prof. McKendrick), Michael Pataki (De Sousa), William Wellman Jr. (Gibel), Richard John Miller (Mike Lloyd), Carol Bruce (Mrs. Pattison), Conrad Bachman (Sen. Langston), Andrew Masset (Abercrombie)

## I ragazzi di Toni
- Titolo originale: Toni's Boys
- Diretto da: Ron Satlof
- Scritto da: Katharyn Michaelian Powers

### Trama
Kelly si sta recando al compleanno di Tiffany con un regalo, che però lascia in auto, quando rientra in casa per rispondere al telefono. Il pacco però è stato sostituito con un pacco-bomba, che esplode mentre Kelly è ancora in casa. Qualcuno vuole uccidere gli Angeli. Charlie allora assolda i collaboratori di una sua vecchia amica, Antonia Blake, come guardie del corpo delle ragazze.
- Special Guest Star: Barbara Stanwyck (Antonia Blake)
- Altri interpreti: Bruce Bauer (Matt Parrish), Bob Seagren (Bob Sorenson), Stephen Shortridge (Cotton Harper), Robert Loggia (Michael Durano), Roz Kelly (Jade Allen), Andy Romano (Riso), Tricia O'Neil (Anne Moore)
- Note: Tiffany è l'unico Angelo che ha festeggiato il compleanno in tutte le stagioni del telefilm.
La villa usata come abitazione di Toni è la stessa villa in cui abita Charlie nell'episodio Una specie omicida della prima stagione.
Questo episodio avrebbe dovuto fungere da backdoor pilot per uno spin-off mai prodotto[3].

## Due Angeli... un amore... (1)
- Titolo originale: One Love... Two Angels (1)
- Diretto da: Dennis Donnelly
- Scritto da: B. W. Sandefur

### Trama
Kelly riceve la visita di un avvocato, Bill Cord, che le riferisce di aver scoperto che Oliver Barrows, ricco proprietario dell'Hotel Barrows di San Diego, è suo padre. La donna, incredula, accetta di incontrarlo ma chiede anche agli Angeli di indagare sul suo passato per scoprire la verità sui suoi genitori. Nel frattempo, conosce meglio Bill e se ne innamora.
- Special Guest Star: Ray Milland (Oliver Barrows), Patrick Duffy (Bill Cord)
- Altri interpreti: Robert Reed (Glenn Staley), Nancy Fox (Eva), Lynne Marta (Linda), Simon Scott (Richard Carver), William Mims (Sam Worden), Harry Townes (Harmon)
- Note: In questo episodio, Kelly rivela che il suo cognome, Garrett, le fu dato da una suora dell'orfanotrofio dove era vissuta da piccola, che portava lo stesso nome.

## Due Angeli... un amore... (2)
- Titolo originale: One Love...Two Angels (2)
- Diretto da: Dennis Donnelly
- Scritto da: B. W. Sandefur

### Trama
Kelly esce immune da un incidente automobilistico, causato dal non funzionamento dei freni che erano stati manomessi. Intanto, Kris, che ha collaborato a stretto contatto con Bill, si sta innamorando di lui. Ma quest'ultimo le dice che c'è un'altra donna, senza riferirle il nome. Quando Kris, Tiffany e Bosley si recano a San Diego da Kelly, Kris vede Bill baciare la sua amica e collega e ne rimane scioccata.
- Special Guest Star: Ray Milland (Oliver Barrows), Patrick Duffy (Bill Cord)
- Altri interpreti: Robert Reed (Glenn Staley), Nancy Fox (Eva), Lynne Marta (Linda), Simon Scott (Richard Carver), William Mims (Sam Worden), Harry Townes (Harmon)
- Note: Questo è l'ultimo episodio in cui compare Tiffany, la quale dà grande dimostrazione di professionalità e amicizia quando cerca di consolare le due colleghe e di tenere il gruppo di lavoro ancora unito.